# Mistrzostwa Europy w Lekkoatletyce 1986 – bieg na 200 m mężczyzn
Bieg na dystansie 200 metrów mężczyzn był jedną z konkurencji rozgrywanych podczas XIV mistrzostw Europy w Stuttgarcie. Biegi eliminacyjne i półfinałowe zostały rozegrane 28 sierpnia, a bieg finałowy 29 sierpnia 1986 roku. Zwycięzcą tej konkurencji został reprezentant Związku Radzieckiego Władimir Kryłow. W rywalizacji wzięło udział dwudziestu pięciu zawodników z trzynastu reprezentacji.

## Rekordy
| Rekord świata     | Pietro Mennea (ITA) | 19,72 | Meksyk, Meksyk        | 12.09.1979 |
| Rekord Europy     | Pietro Mennea (ITA) | 19,72 | Meksyk, Meksyk        | 12.09.1979 |
| Rekord mistrzostw | Pietro Mennea (ITA) | 20,16 | Praga, Czechosłowacja | 01.09.1978 |

## Wyniki

### Eliminacje
Rozegrano cztery biegi eliminacyjne. Do półfinałów awansowało po trzech najlepszych zawodników każdego biegu eliminacyjnego (Q) oraz czterech spośród pozostałych z najlepszym czasem (q).
Bieg 1
| Miejsce | Zawodnik             | Czas  | Uwagi |
| ------- | -------------------- | ----- | ----- |
| 1       | Allan Wells          | 20,88 | Q     |
| 2       | Andriej Fiedoriw     | 20,90 | Q     |
| 3       | Pierfrancesco Pavoni | 20,99 | Q     |
| 4       | Thomas Schröder      | 21,03 | q     |
| 5       | Jeroen Fischer       | 21,58 |       |
| 6       | Lars Pedersen        | 21,75 |       |
| 7       | Phil Snoddy          | 21,83 |       |
| 8       | Markus Büchel        | 22,23 |       |

Bieg 2
| Miejsce | Zawodnik             | Czas  | Uwagi |
| ------- | -------------------- | ----- | ----- |
| 1       | Aleksandr Jewgienjew | 20,72 | Q     |
| 2       | Stefano Tilli        | 20,79 | Q     |
| 3       | Frank Emmelmann      | 21,15 | Q     |
| 4       | Peter Eriksson       | 21,39 |       |
| 5       | Arnaldo Abrantes     | 21,50 |       |

Bieg 3
| Miejsce | Zawodnik            | Czas  | Uwagi |
| ------- | ------------------- | ----- | ----- |
| 1       | Linford Christie    | 20,78 | Q     |
| 2       | Olaf Prenzler       | 20,91 | Q     |
| 3       | Volker Westhagemann | 20,91 | Q     |
| 4       | Bruno Marie-Rose    | 20,97 | q     |
| 5       | Einar Sagli         | 21,23 | q     |
| 6       | Pedro Agostinho     | 21,48 |       |

Bieg 4
| Miejsce | Zawodnik        | Czas  | Uwagi |
| ------- | --------------- | ----- | ----- |
| 1       | Jürgen Evers    | 20,64 | Q     |
| 2       | Władimir Kryłow | 20,69 | Q     |
| 3       | Pascal Barré    | 20,80 | Q     |
| 4       | Luís Cunha      | 21,19 | q     |
| 5       | Morten Kjems    | 21,84 |       |
| –       | Todd Bennett    | DNF   |       |

### Półfinały
Rozegrano dwa półfinały. Do finału awansowało po czterech najlepszych zawodników każdego biegu półfinałowego (Q).
Półfinał 1
| Miejsce | Zawodnik             | Czas  | Uwagi |
| ------- | -------------------- | ----- | ----- |
| 1       | Władimir Kryłow      | 20,61 | Q     |
| 2       | Aleksandr Jewgienjew | 20,66 | Q     |
| 3       | Allan Wells          | 20,77 | Q     |
| 4       | Frank Emmelmann      | 20,82 | Q     |
| 5       | Pascal Barré         | 20,88 |       |
| 6       | Bruno Marie-Rose     | 20,97 |       |
| 7       | Volker Westhagemann  | 21,04 |       |
| 8       | Luís Cunha           | 21,31 |       |

Półfinał 2
| Miejsce | Zawodnik             | Czas  | Uwagi |
| ------- | -------------------- | ----- | ----- |
| 1       | Thomas Schröder      | 20,54 | Q     |
| 2       | Jürgen Evers         | 20,58 | Q     |
| 3       | Andriej Fiedoriw     | 20,60 | Q     |
| 4       | Olaf Prenzler        | 20,68 | Q     |
| 5       | Linford Christie     | 20,69 |       |
| 6       | Stefano Tilli        | 20,74 |       |
| 7       | Pierfrancesco Pavoni | 20,85 |       |
| 8       | Einar Sagli          | 21,23 |       |

### Finał
| Miejsce | Zawodnik             | Czas  |
| ------- | -------------------- | ----- |
| 1       | Władimir Kryłow      | 20,52 |
| 2       | Jürgen Evers         | 20,75 |
| 3       | Andriej Fiedoriw     | 20,84 |
| 4       | Thomas Schröder      | 20,89 |
| 5       | Allan Wells          | 20,89 |
| 6       | Aleksandr Jewgienjew | 20,91 |
| 7       | Olaf Prenzler        | 21,00 |
| 8       | Frank Emmelmann      | 21,03 |